# Skaningowy mikroskop elektronowy

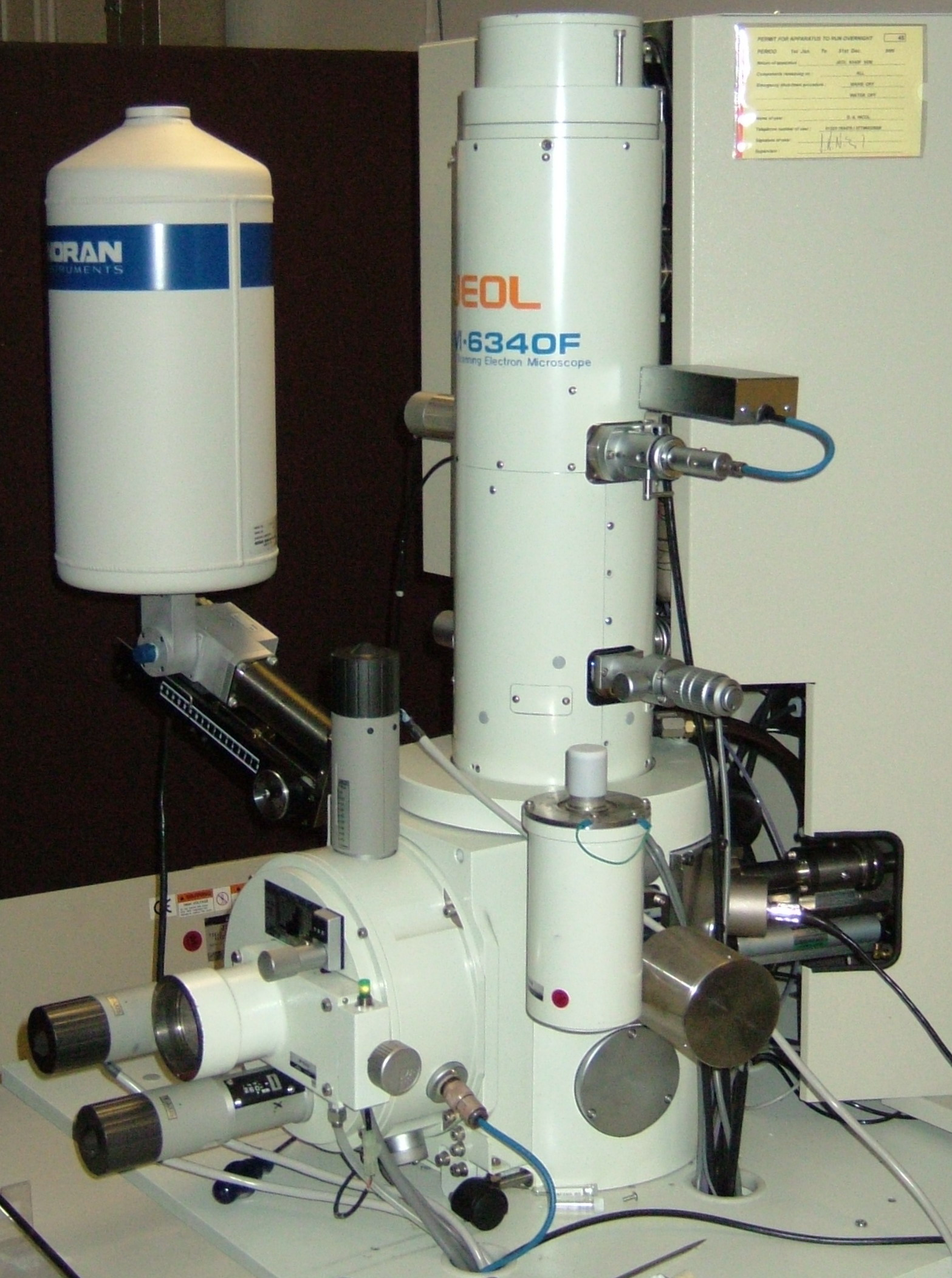
Skaningowy mikroskop elektronowy JEOL JSM-6340F

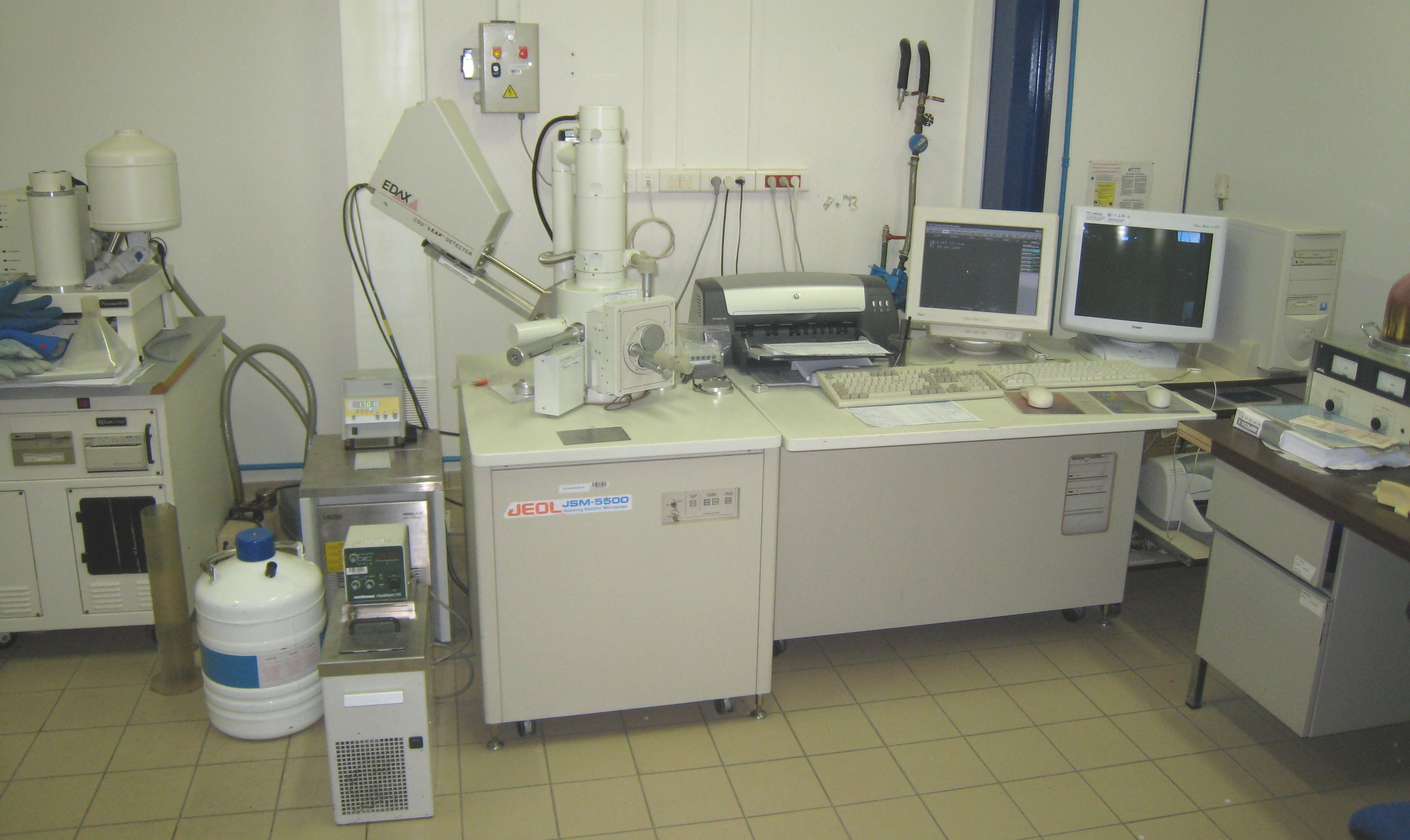
Skaningowy mikroskop elektronowy JEOL JSM-5500

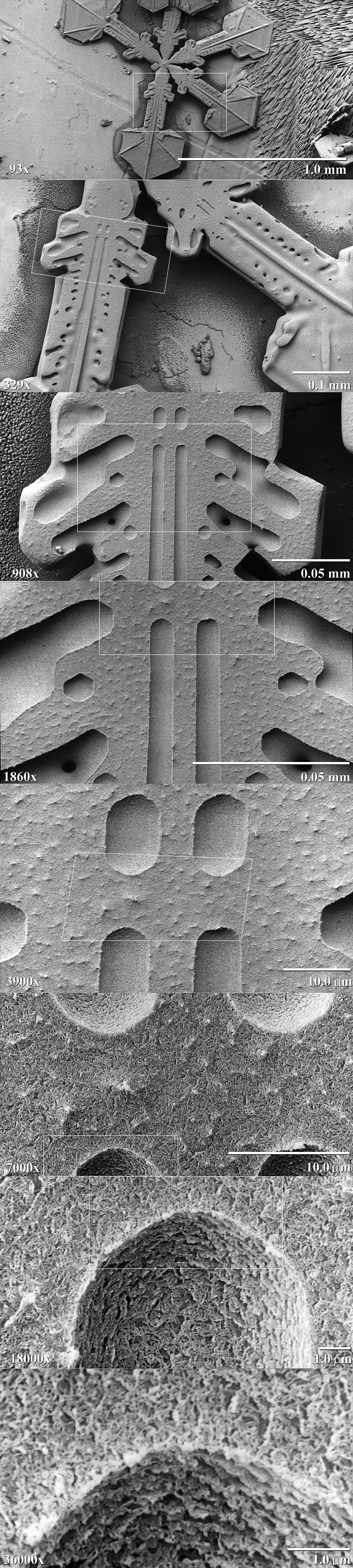
Seria obrazów kryształu śniegu

Skaningowy mikroskop elektronowy (SEM, z ang. scanning electron microscope) – rodzaj mikroskopu elektronowego, który wytwarza obraz próbki przez skanowanie powierzchni zogniskowaną wiązką elektronów, które oddziałują z atomami w próbce, wytwarzając różne sygnały zawierające informacje o topografii powierzchni i składzie próbki. Wiązka elektronów „oświetla” kolejne punkty próbki, a pozycja wiązki jest łączona z intensywnością wykrytego sygnału w celu wytworzenia obrazu. W najpopularniejszym trybie SEM elektrony wtórne emitowane przez atomy wzbudzone wiązką elektronów są wykrywane za pomocą detektora elektronów wtórnych (Detektor Everharta-Thornleya). Liczba elektronów wtórnych, które można wykryć, a tym samym natężenie sygnału, zależy m.in. od topografii próbki. Niektóre SEM mogą osiągnąć rozdzielczości lepsze niż 1 nanometr.
Konwencjonalne skaningowe mikroskopy elektronowe wymagają wysokiej próżni, rozwój instrumentów spowodował opracowanie technik SEM w niskiej i zmiennej próżni.

## Historia
Pierwszy obraz SEM uzyskał niemiecki elektrotechnik Max Knoll (1897–1969) w roku 1935. Topografia powierzchni próbki wykonanej ze stali transformatorowej została uzyskana wprzez wykorzystanie kontrastu kanałowania. W roku 1965 firma Cambridge Scientific Instrument Company uruchomiła sprzedaż mikroskopów „stereoscan” zaprojektowanych przez profesora Sir Charlesa Oatleya (1904–1996) i jego doktoranta Gary’ego Stewarta.

## Ogólne informacje

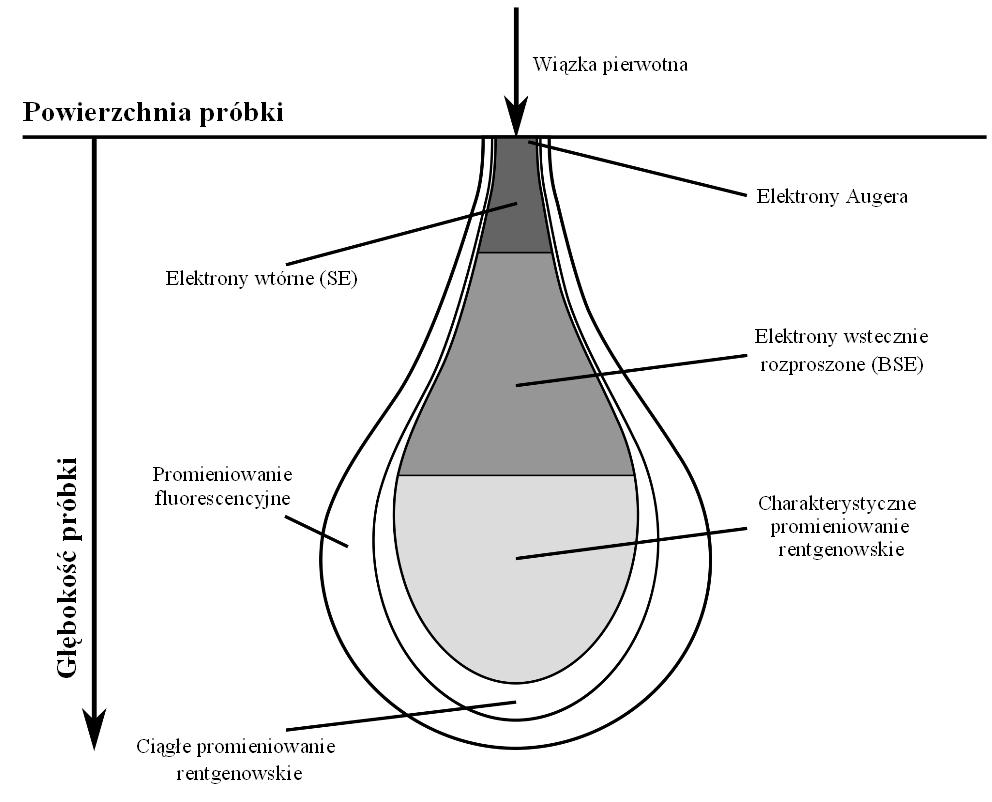
Uproszczony schemat oddziaływania elektron-próbka

Długość fali elektronów poruszających się w układzie SEM jest dużo mniejsza niż długość fali światła widzialnego, co umożliwia uzyskanie dużo lepszej rozdzielczość niż w mikroskopii świetlnej. Dla światła długość fali wynosi 350–750 nm i jest głównym czynnikiem ograniczającym powiększenie do rzędu 2000×. Natomiast długość fali wiązki elektronów dochodzi do 0,05 nm i ogranicza rozdzielczość dopiero dla powiększeń wynoszących około 3 000 000×.
W klasycznej SEM zakłada się, że ruch elektronów w wiązce omiatającej próbkę jak i wybitych z próbki nie jest zaburzany przez cząsteczki niedokładnej próżni, dlatego wymogiem tej techniki jest próżnia wynosząca co najmniej 10−4 Pa.

### Oddziaływanie elektron-próbka
Skupiona wiązka padając na próbkę wnika do niej. Strefa oddziaływanie pomiędzy elektronami a próbką ma kształt gruszki i rozumiana jest jako miara objętości, w której 95% elektronów pierwotnych uległo rozproszeniu. Próbka wykonana z materiału o dużej liczbie atomowej będzie wykazywała mniejszą głębokość wnikania elektronów w porównaniu do próbki wykonanej z materiału o małej liczbie atomowej. W wyniku oddziaływania wiązką pierwotną na próbkę można uzyskać kilka sygnałów.

## Podstawy fizyczne
W uproszczonym rozumowaniu promieniowanie elektromagnetyczne może być opisane jako strumień fotonów, a poruszające się cząstki jako fale. Wszystkie te mechanizmy opisuje tzw. dualizm korpuskularno-falowy. Dla każdego zakresu promieniowania występuje wiele możliwości różnych procesów rozpraszania wiązki. Ogólnie, rozproszenie fal można podzielić na dwa procesy:
- rozpraszanie sprężyste, czyli zderzenia, podczas których nie dochodzi do zmian energii, a jedynie do zmiany kierunku padającej fali
- rozpraszanie niesprężyste, czyli zderzenia, podczas których dochodzi zarówno do zmiany kierunku fali, jak i zmiany energii[6].

### Elektron wtórny

Rys. 2. Emisja SE

Elektron wtórny (SE, z ang. secondary electron) – niskoenergetyczny elektron (umownie o energii kinetycznej mniejszej niż 50 eV), najczęściej wybity z atomów położonych najbliżej powierzchni materiału (rys. 2) w zjawisku zwanym emisją wtórną. Elektronami wtórnymi nie muszą być tylko elektrony wybite na skutek zderzenia niesprężystego, ale również mogą to być elektrony pochodzące z wiązki pierwotnej, które utraciły większość swojej energii w wyniku rozproszenia i jednocześnie wydostały się z powierzchni, trafiając do detektora. Liczba elektronów SE jest bardzo duża w stosunku do liczby elektronów wstecznie rozproszonych. Wydajność emisji SE silnie zależy od wielkości napięcia przyspieszającego. Wyróżnia się dwa podtypy elektronów wtórnych:
- SE I – wyemitowane w wyniku oddziaływania wiązki pierwotnej na elektrony próbki,
- SE II – wyemitowane w wyniku oddziaływania elektronów próbki z elektronami wstecznie rozproszonymi.

### Elektron wstecznie rozproszony

Rys. 3. Emisja BSE

80pxys. 4. Emisja elektronu Augera

Rys. 5. Emisja promieniowania X

Elektron wstecznie rozproszony (BSE, z ang. backscattered electron) – wysokoenergetyczny elektron (umownie o energii kinetycznej większej niż 50 eV), który uległ sprężystemu odbiciu i opuścił jednocześnie powierzchnię materiału (umownie z głębokości powyżej 50 nm) praktycznie bez utraty energii kinetycznej (rys. 3). Liczba elektronów BSE jest bardzo mała w stosunku do liczby elektronów wtórnych. Ilościowo elektrony BSE są określane przez współczynnik wstecznego rozpraszania η, definiowany jako stosunek natężenia wiązki (docierającej do detektora) do natężenia wiązki pierwotnej. Współczynnik wstecznego rozpraszania zależy liniowo od liczby atomowej Z (powyżej Z = 40 rośnie monotonicznie),  Istnieje możliwość oszacowania obszaru półkulistego, z którego są emitowane elektrony wstecznie rozproszone:
{\displaystyle R_{BSE}\approx {\frac {0{,}007A\cdot E_{0}^{1{,}67}}{Z^{0{,}9}\cdot \rho }},}
gdzie:
{\displaystyle A} – masa atomowa [u],
{\displaystyle Z} – liczba atomowa,
{\displaystyle E_{0}} – energia wiązki pierwotnej [eV],
{\displaystyle \rho } – gęstość [g/m³].

### Elektron Augera
Elektron Augera – niskoenergetyczny elektron (umownie 100–1000 eV) emitowany w wyniku bezpromienistego przeskoku innego elektronu na niższą podpowłokę (rys. 4). Wzbudzony atom emituje nadmiar energii, który może spowodować emisję elektronu Augera lub promieniowania rentgenowskiego. Z tego powodu wyemitowanie elektronu Augera jest konkurencyjne do emisji charakterystycznego promieniowania rentgenowskiego i częściej zachodzi w lekkich materiałach. Elektrony Augera nie są zbierane w standardowym wyposażeniu skaningowego mikroskopu elektronowego. Spektrometr Augera może być osobnym urządzeniem lub działać jako dodatkowy moduł w SEM.

### Charakterystyczne promieniowanie rentgenowskie
Charakterystyczne promieniowanie rentgenowskie – wzbudzony atom oddaje nadmiar energii poprzez emisję promieniowania rentgenowskiego o danej energii (rys. 5). Energia promieniowania wynika z różnicy energii pomiędzy poziomami energetycznymi elektronów (wybitego i przeskakującego). Promieniowanie charakterystyczne jest zjawiskiem konkurencyjnym dla emisji elektronów Augera i częściej zachodzi w przypadku ciężkich materiałów.
Mikroanaliza rentgenowska umożliwia określenie składu chemicznego różnych elementów mikrostruktury materiałów. Wykorzystuje się w tym celu skaningowe mikroskopy elektronowe wyposażone w spektrometry EDS. Pozwala to na analizę pierwiastków o liczbie atomowej > 3 (od berylu wzwyż).

### Katodoluminescencja
Katodoluminescencja – rekombinacja pary elektron-dziura, która została wytworzona przez wybicie elektronu walencyjnego przez wiązkę pierwotną.

### Rozdzielczość

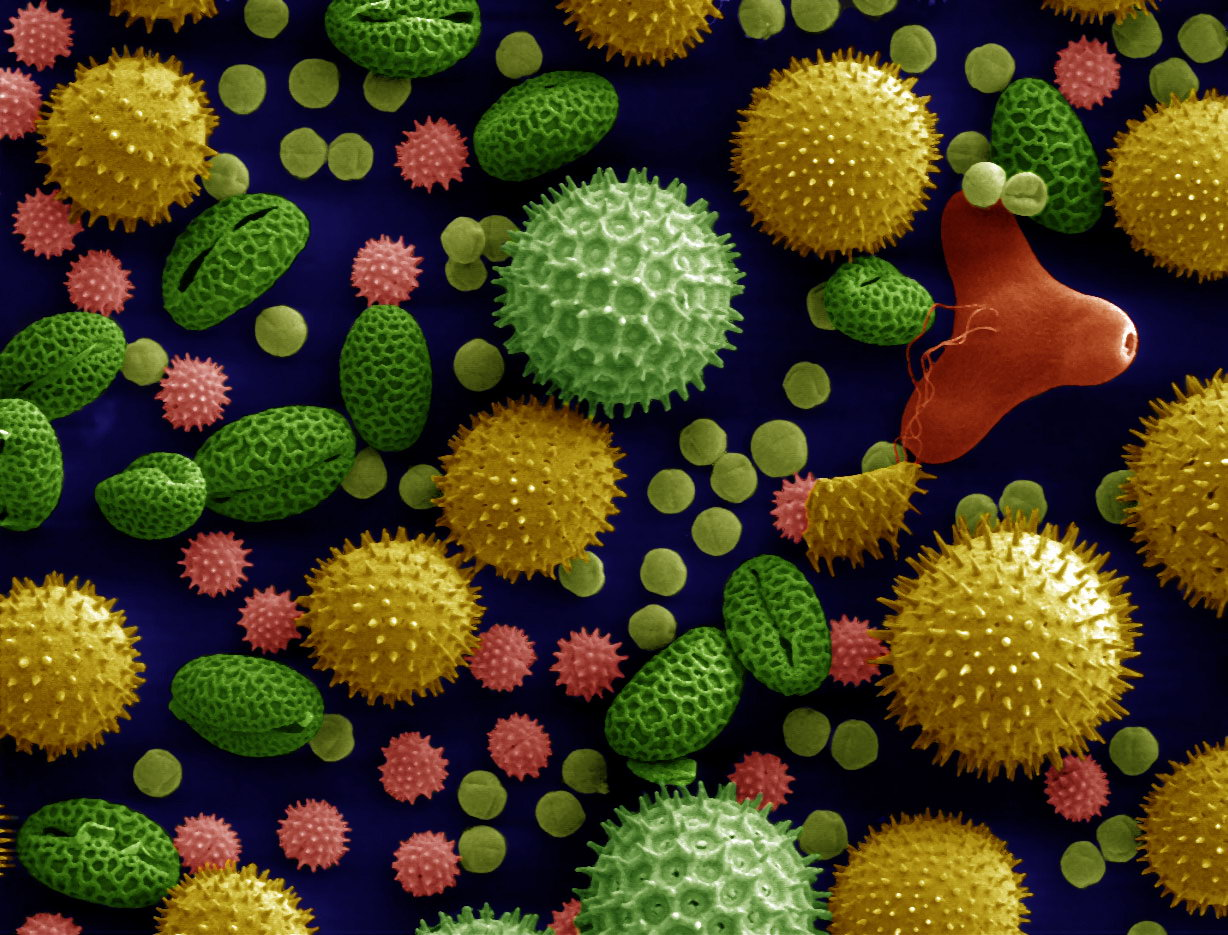
Rys. 6. Pyłki kwiatowe obserwowane za pomocą SEM, ukazujące charakterystyczną głębię ostrości

W mikroskopii elektronowej długość wykorzystywanej fali elektronów jest około 105 razy mniejsza od długości fali świetlnej. Charakteryzuje się dużo lepszą rozdzielczością. Bez uwzględniania efektów relatywistycznych elektrony przyspieszone w polu elektrycznym oraz odpowiadająca im długość fali de Broglie’a wyraża się relacją:
{\displaystyle \lambda ={\frac {h}{{(2m_{e}\cdot e\cdot V)}^{1/2}}},}
gdzie:
{\displaystyle h} – stała Plancka [eV·s],
{\displaystyle m_{e}} – masa spoczynkowa elektronu [kg],
{\displaystyle e} – ładunek elektryczny elementarny [C],
{\displaystyle V} – napięcie pola elektrycznego [V].
W skaningowej mikroskopii elektronowej rozdzielczość zależy głównie od rozmiaru wiązki skanującej. Im mniejszy jest rozmiar wiązki, tym większą rozdzielczość można uzyskać.

### Głębia ostrości
Największy wpływ na wielkość głębi ostrości ma połowa kąta apertury obiektywu oraz długość wykorzystywanej fali. Głębia ostrości zwiększa się, gdy połowa kąta apertury obiektywu maleje, a długość fali wzrasta. Jest to szczególnie ważny parametr w przypadku obrazowania trójwymiarowego. Wyraża się równaniem:
{\displaystyle z={\frac {0{,}61\lambda }{n_{r}\cdot \sin \alpha \cdot \tan \alpha }},}
gdzie:
{\displaystyle \lambda } – długość fali [m],
{\displaystyle \alpha } – połowa kąta apertury obiektywu [°],
{\displaystyle n_{r}} – współczynnik załamania wiązki elektronowej w danym ośrodku (dla próżni wynosi 1).

### Powiększenie
Powiększenie w skaningowej mikroskopii elektronowej może być zmieniane w szerokim rzędzie wielkości od 10× do nawet 200 000×. Wyjątkowość technik SEM polega na tym, że uzyskane powiększenie nie zależy od mocy soczewek elektromagnetycznych. SEM nie ma w ogóle soczewki obiektywowej. Układ optyczny pozwala zogniskować wiązkę, która skupiona w jednym miejscu, pozwala uzyskać sygnały tworzące obraz (poprawa rozdzielczości). Powiększenie definiuje się jako stosunek wymiaru rastra na lampie oscyloskopowej/monitorze do wymiaru plamki (obrazu skanowanego) wiązki pierwotnej na próbce. Dla stałych wymiarów monitora powiększenie będzie rosnąć, gdy rozmiar plamki będzie się zmniejszać. Do tworzenia obrazu może zostać wykorzystany dowolny sygnał powstający w wyniku oddziaływania elektronów z próbką. Powiększenie można kontrolować poprzez zmianę parametrów prądu w cewkach odchylających (rys. 7).

## Budowa urządzenia

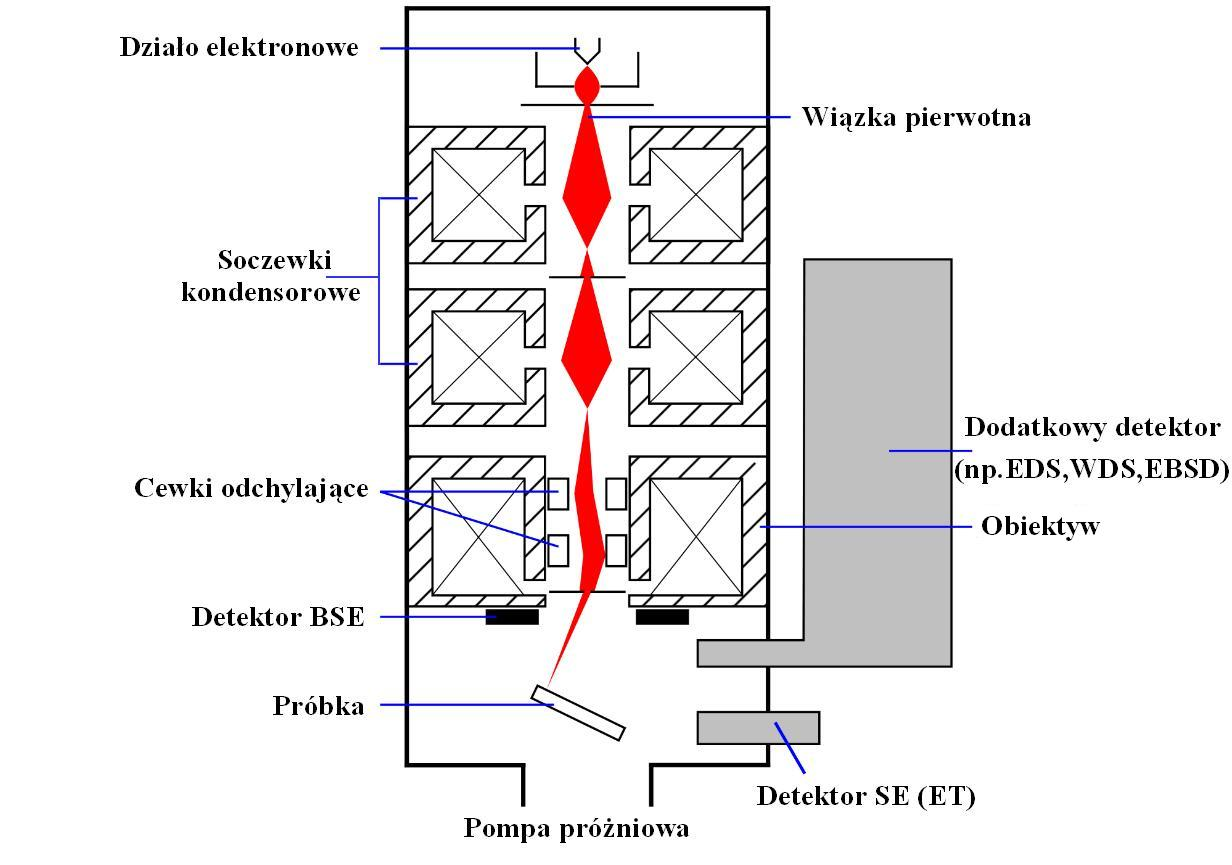
Rys. 8. Schemat budowy skaningowego mikroskopu elektronowego

W skład standardowego oprzyrządowania SEM wchodzą:
- wzmacniacz wysokiego napięcia
- źródło elektronów (działo elektronowe)
- anoda przyspieszająca elektrony emitowane z katody
- kolumna (układ odchylania i soczewki elektronowe) – następuje w niej przyspieszenie i ogniskowanie wiązki elektronów
- układ detekcyjny odbierający sygnały emitowane przez próbkę
- komora robocza ze stolikiem
- układ pomp wytwarzających próżnię[11] (rys. 8).

### Działo elektronowe
Wiązka elektronów może być generowana w wyniku dwóch zjawisk:
- termoemisji – w wyniku dostarczenia odpowiedniej energii cieplnej elektron opuszcza pasmo przewodnictwa emitera
- emisji polowej – działo z emisją polową FEG (z ang. field emission gun) znajduje się w bardzo dużym polu elektrycznym, które powoduje znaczne obniżenie energii wyjścia elektronu z emitera. Można stosować działa pracujące w temperaturze pokojowej (emisja polowa na zimno) i w podwyższonej temperaturze (emisja polowa Schottky’ego)

W skaningowej mikroskopii elektronowej stosuje się najczęściej napięcie przyspieszające z zakresu 5–20 kV. Stosowanie większych napięć przyspieszających pozwala otrzymywać informację z większych głębokości próbki i uzyskać widma charakterystycznego promieniowania rentgenowskiego cięższych pierwiastków. Niskie napięcie przyspieszające ułatwia detekcję lekkich pierwiastków o niskiej zawartości w próbce. Duże wartości napięcia przyspieszającego powodują skrócenie żywotności katody. W tabeli poniżej przedstawiono parametry różnych typów katod przy wykorzystaniu stałego napięcia przyspieszającego rzędu 20 kV:
|                                 | Działa termoemisyjne | Działa termoemisyjne | Działa z emisją polową | Działa z emisją polową |
| Parametry                       | Wolframowe           | LaB6                 | S-FEG                  | C-FEG                  |
| ------------------------------- | -------------------- | -------------------- | ---------------------- | ---------------------- |
| Jasność β [A/cm²⋅sr]            | 105                  | 106                  | 108                    | 108                    |
| Temperatura emisji [°C]         | 1700÷2400            | 1500                 | 1500                   | 25                     |
| Średnica wiązki [nm]            | 50000                | 10000                | 100÷200                | 20÷30                  |
| Wielkość źródła [nm]            | 30000÷100000         | 5000÷50000           | 15÷30                  | <5                     |
| Prąd emisyjny [µA]              | 100÷200              | 50                   | 50                     | 10                     |
| Odchylenie energetyczne ΔE [eV] | 1-3                  | 1-2                  | 0,3-1                  | 0,3                    |
| Żywotność [h]                   | 40÷100               | 200÷1000             | >1000                  | >1000                  |
| Minimalna wielkość próżni [Pa]  | 10−2                 | 10−4                 | 10−6                   | 10−8                   |
| Stabilność [%/h]                | <1                   | <1                   | 1                      | 4÷6                    |

### Układ optyczny
Wykorzystuje się dwie lub więcej soczewek kondensora, które pozwalają ogniskować wiązkę pierwotną. Za układem kondensora znajduje się obiektyw z cewkami odchylającymi. Cewki odchylają i ogniskują elektrony na próbce tak, że średnica padającej wiązki może wynosić od 2 do 10 nm. Apertura obiektywu ogranicza rozkład kątowy elektronów.

### Detektory
W zależności od charakteru obserwowanych elektronów, w SEM stosowane są różne detektory.

#### SE
Urządzeniem pozwalającym zbierać elektrony wtórne jest scyntylacyjny powielacz fotoelektronów, nazywany detektorem Everharta-Thornleya (ET). W 1960 roku został zaprojektowany przez Thomasa Eugene’a Everharta (ur. 1932) i Richarda F.M. Thornleya. Składa się głównie z:
- scyntylatora
- klatki Faradaya.

Scyntylator znajduje się wewnątrz klatki Faradaya w komorze pomiarowej mikroskopu. Do klatki Faradaya przyłożone jest niskie dodatnie napięcie, powodujące przyciąganie elektronów wtórnych. Napięcie jest zbyt niskie, aby możliwe było zebranie informacji od innych elektronów. Wyjątkiem są tylko elektrony, które bezpośrednio dotarły do detektora (np. elektrony wstecznie rozproszone). Do scyntylatora przyłożone jest wysokie napięcie dodatnie (ok. 10 000 kV), które powoduje przyspieszenie elektronów. Elektrony uderzają w scyntylator, indukując emisję fotonów. Sygnał świetlny jest wzmacniany przez fotopowielacz. Istnieje możliwość użycia detektora ET do zbierania elektronów wstecznie rozproszonych (wyłączenie lub przyłożenie niskiego, ujemnego napięcia do klatki Faradaya celem eliminacji sygnału SE). Problem technologiczny dotyczy wielkości takiego detektora i potrzeby jego specjalnego rozmieszczenia. Z tego powodu do zbierania elektronów wstecznie rozproszonych zaprojektowano inny typ detektora.

#### BSE
Urządzeniem pozwalającym skutecznie zbierać elektrony wstecznie rozproszone jest półprzewodnikowy pierścień (złącze p-n). Jest to detektor stały o bardzo dużym polu powierzchni. Jego rozmiary muszą być duże celem „wyłapania” jak największej liczby elektronów BSE, których liczbę i tak jest bardzo niska. Urządzenie umieszcza się tuż poniżej obiektywu. Elektrony wstecznie rozproszone uderzając w detektor, powodują powstanie par elektron-dziura. Bezpośrednią konsekwencją jest pojawienie się prądu elektrycznego, który można wzmocnić.

#### Mikroanaliza rentgenowska

##### EDS
Detektory EDS (z ang. energy dispersive spectroscopy), podobnie jak detektory BSE, są półprzewodnikami. Odczyt intensywności charakterystycznego promieniowania rentgenowskiego jest możliwy dzięki tworzeniu się par elektron-dziura. Promieniowanie każdego z pierwiastków jest zbierane równolegle, dlatego analiza EDS należy do metod szybkich. Detektor najczęściej wyposażony jest w okienko (berylowe), co uniemożliwia znaczącą detekcję pierwiastków lżejszych niż sód. Pierwsze detektory składały się z krzemu domieszkowanego litem. Ze względu na wysoką reaktywność litu oraz silne drgania sieci krystalicznej detektor musi znajdować się cały czas w kriostacie. Nową generacją detektorów rozwiązujących wiele problemów technologicznych stały się dryftowe detektory krzemowe SDD (z ang. silicon drift detector). Pozwalają one wykrywać lżejsze pierwiastki, mogą pracować przy niższych napięciach przyspieszających, charakteryzują się dużo lepszą rozdzielczością i są dużo mniejsze od poprzedników.

##### WDS
Działanie detektorów WDS (z ang. wavelength dispersive spectroscopy) opiera się na pomiarze długości fali przy zastosowaniu specjalnych monokrystalicznych monochromatorów. Detektor porusza się po łuku (okrąg Rowlanda), w którego środku znajduje się badana próbka. W całej metodzie badawczej wykorzystuje się zjawisko dyfrakcji promieniowania rentgenowskiego. Intensywność promieniowania zgodnego z prawem Bragga jest zliczana przez licznik proporcjonalny. Analiza WDS jest metodą wolniejszą, ale o dużo lepszej rozdzielczości, niż analiza EDS. Najlżejszym pierwiastkiem możliwym do wykrycia jest beryl.

#### EBSD
Detektor EBSD (z ang. electron backscatter diffraction) wykorzystywany jest do analizy orientacji ziarn i tekstury. Próbka musi być nachylona pod bardzo małym kątem względem wiązki pierwotnej i detektora (stolik z próbką najczęściej jest ustawiony pod kątem 70° względem dna komory pomiarowej). Wiązka pierwotna jest chaotycznie rozpraszana na badanej próbce, jednakże część elektronów wstecznie rozproszonych jest sprężyście odbita zgodnie z prawem Bragga. Silnie wzmocniona wiązka jest obrazowana na fosforowym ekranie detektora EBSD. Otrzymany wynik analizy (linie Kikuchiego) pochodzi z obszarów pomiędzy płaszczyznami sieci krystalicznej, gdzie przecinają się stożki Kossela ze sferą Ewalda. Dyfraktogram linii Kikuchiego na ekranie składa się z par równoległych linii. Każda para linii odpowiada konkretnej płaszczyźnie krystalograficznej. Przy wykorzystaniu skanowania powierzchni wiązką elektronów można uzyskać mapę orientacji krystalograficznej w mikrostrukturze z rozdzielczością nie większą niż 100 nm.

## Preparatyka

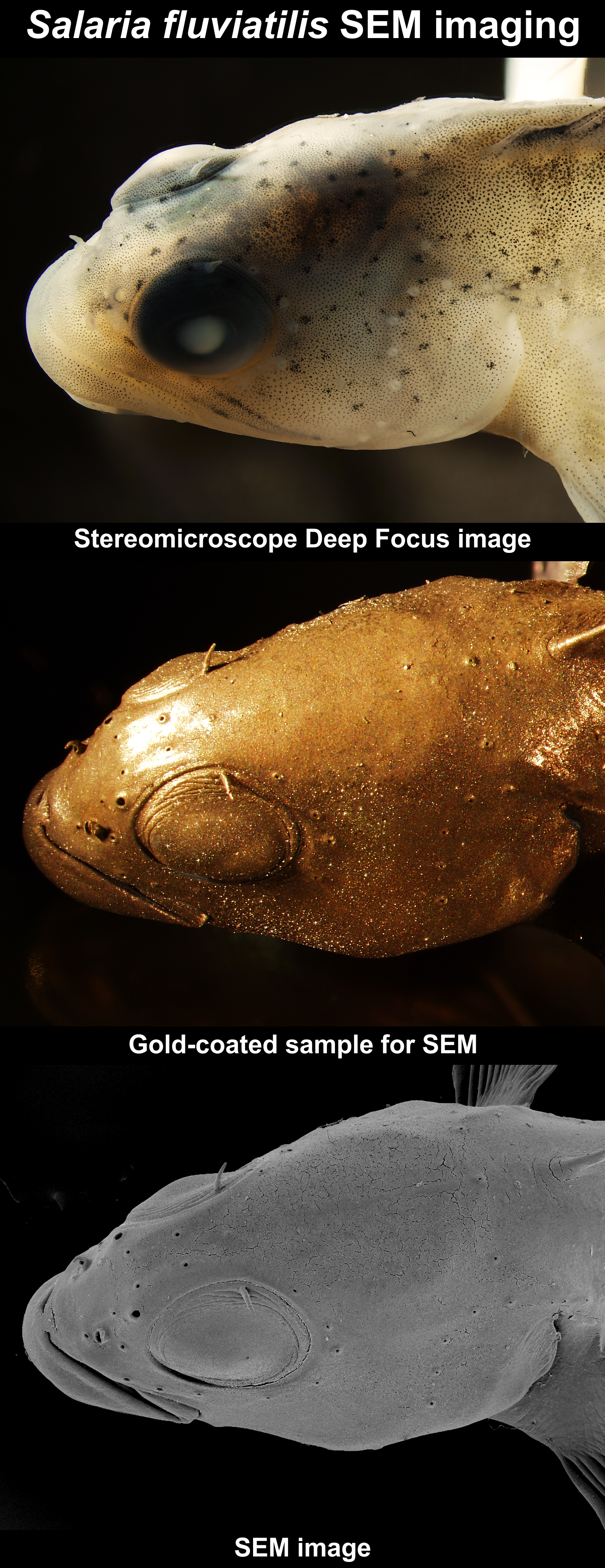
Fotografia przedstawiająca ślizga słodkowodnego
Na górze – zdjęcie ze stereoskopowego mikroskopu optycznego
Pośrodku – ryba po napyleniu złotem
Na dole – obrazowanie SE

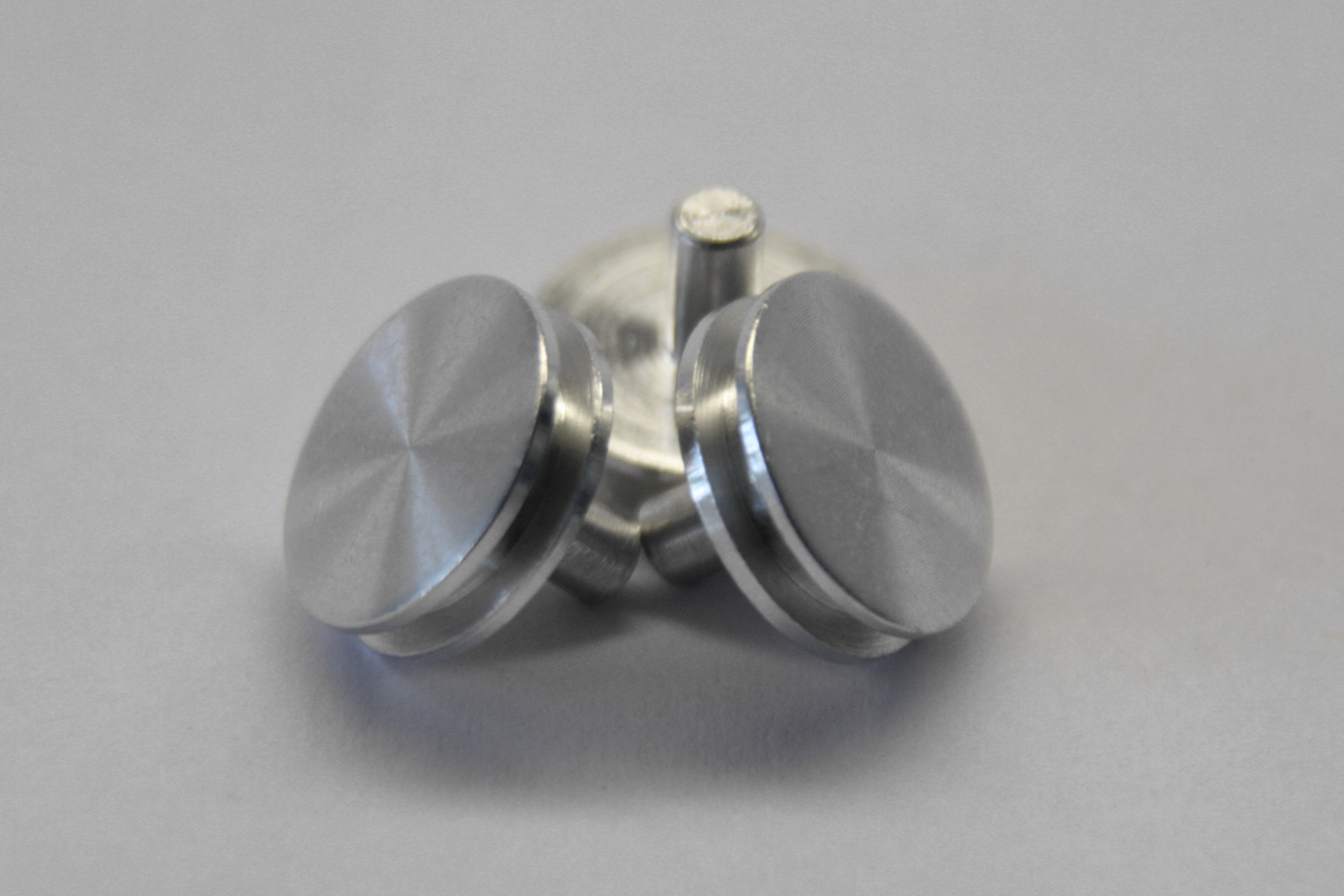
Rys. 9. Jeden z typów uchwytu

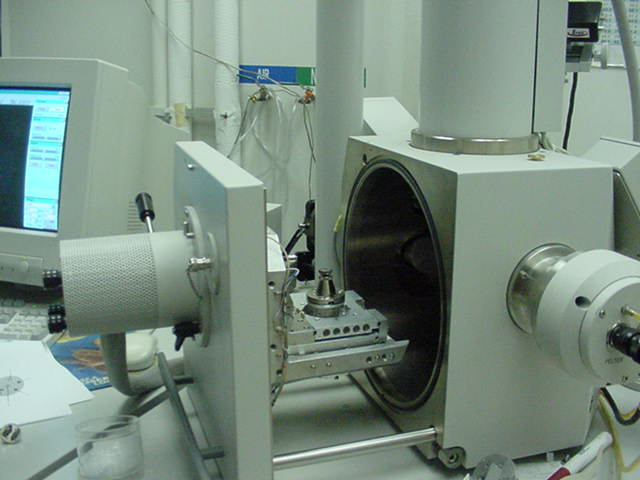
Rys. 10. Otwarta komora pomiarowa SEMu

Gabaryty próbki możliwe do zbadania są ograniczone tylko do pojemności wykorzystywanej komory pomiarowej (dostępne są mikroskopy o bardzo różnorodnych rozmiarach komór; rys. 10). Próbkę umieszcza się w specjalnie zaprojektowanym i wykonanym uchwycie (rys. 9).
W przypadku standardowego obrazowania w SEM próbki muszą przewodzić prąd elektryczny, co najmniej na powierzchni, dodatkowo muszą być elektrycznie uziemione, aby zapobiec gromadzeniu się ładunków elektrostatycznych. Materiały metalowe i ich stopy wymagają minimalnego przygotowania w postaci czyszczenia i montażu w uchwycie. Nieprzewodzące materiały ładują się elektrycznie podczas skanowania przez wiązkę elektronów. Powoduje to pojawienie się wielu artefaktów i praktycznie uniemożliwia poprawną obserwację. Istnieje kilka metod eliminacji tego problemu:
- napylenie/nałożenie jak najcieńszej powłoki z materiału przewodzącego elektrycznie (najczęściej wykorzystuje się do tego grafit lub złoto; rzadziej platynę, wolfram, chrom, iryd i osm)[21]
- wykorzystanie techniki środowiskowej skaningowej mikroskopii elektronowej ESEM (z ang. environmental scanning electron microscopy)[22]
- zatopienie próbki w przewodzącej żywicy

### Materiały nieorganiczne
W przypadku materiałów nieorganicznych przewodzących prąd teoretycznie nie jest potrzebne żadne wcześniejsze przygotowanie próbki do badania. Przyjęło się wykonywać uprzednio zgłady metalograficzne, które są polerowane i trawione celem eliminacji wpływu makro- i mikronaprężeń przy badaniu. Poprawne oczyszczenie próbki pozwala uniknąć błędów podczas mikroanalizy rentgenowskiej (EDS i WDS). W przypadku pokrywania materiałów nieorganicznych powłokami przewodzącymi należy liczyć się z faktem, że przy analizach składu chemicznego, materiał powłokotwórczy będzie aktywnie uczestniczyć w uzyskanym widmie.

### Materiały organiczne
Wymagane jest, aby materiały badane w SEM były suche. Materiały organiczne naturalnie pozbawione wody (np. suche drewno, kości, pióra) mogą być obrazowane bezpośrednio. Żywe komórki, tkanki, niektóre organizmy wymagają specjalnych zabiegów celem ich utrwalenia i przede wszystkim ochrony przed niszczącym działaniem wiązki elektronów. Utrwalenie materiału biologicznego można przeprowadzić poprzez moczenie w odpowiednio dobranych rozpuszczalnikach organicznych, np. w aldehydzie glutarowym, niekiedy z dodatkiem aldehydu mrówkowego. Materiał w ten sposób utrwalony traci wodę. Utrata wody powoduje gwałtowne i destruktywne kurczenie się. Przestrzenie pozbawione wody wypełnia się etanolem lub acetonem. Kolejnym krokiem jest wyparcie tych roztworów przez wprowadzenie ciekłego dwutlenku węgla. Dwutlenek węgla jest usuwany z materiału w stanie nadkrytycznym. Tak przygotowany materiał biologiczny jest przyklejany do uchwytu za pomocą przewodzącej żywicy epoksydowej lub jest napylany złotem i jego stopami (nie napyla się grafitem, gdyż wprowadziłoby to dużo węgla do materiału z definicji bogatego w ten pierwiastek).

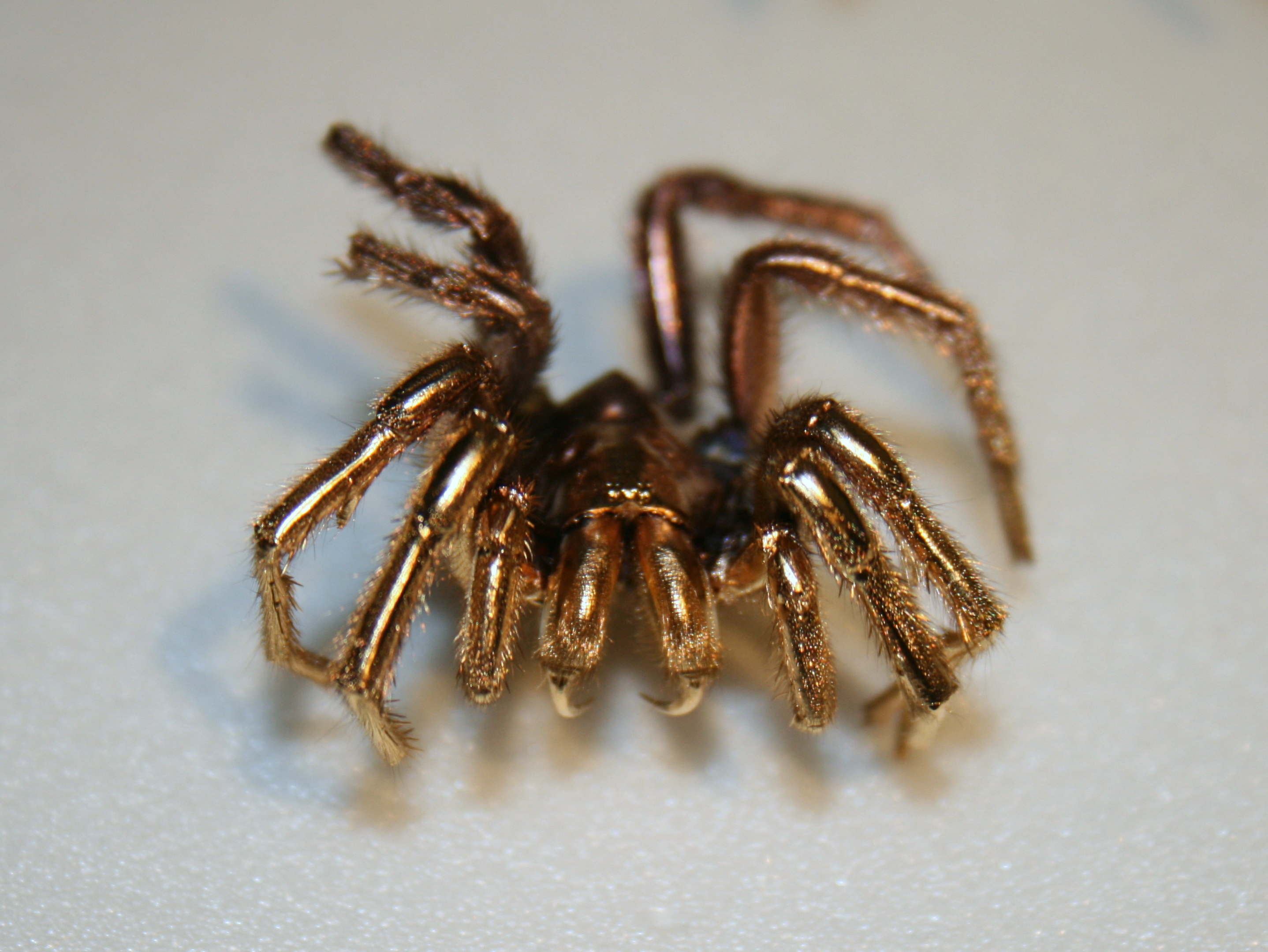
Pająk napylony złotem
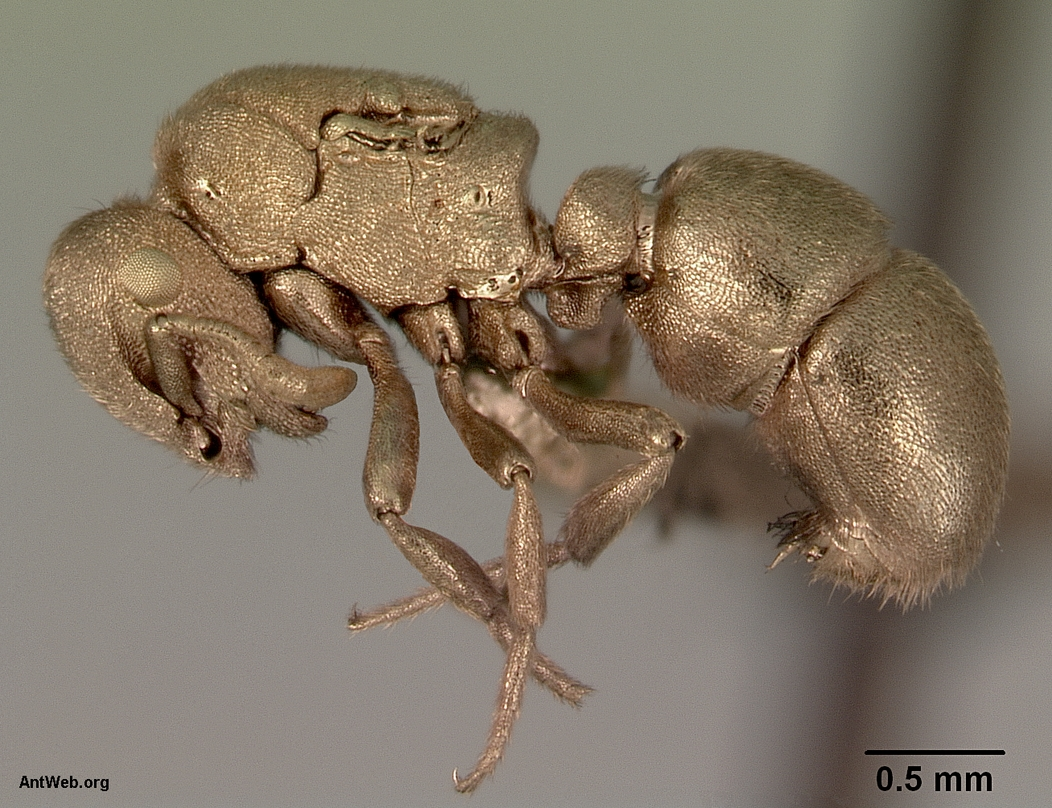
Mrówka Aulacopone relicta napylona złotem
Mrówka
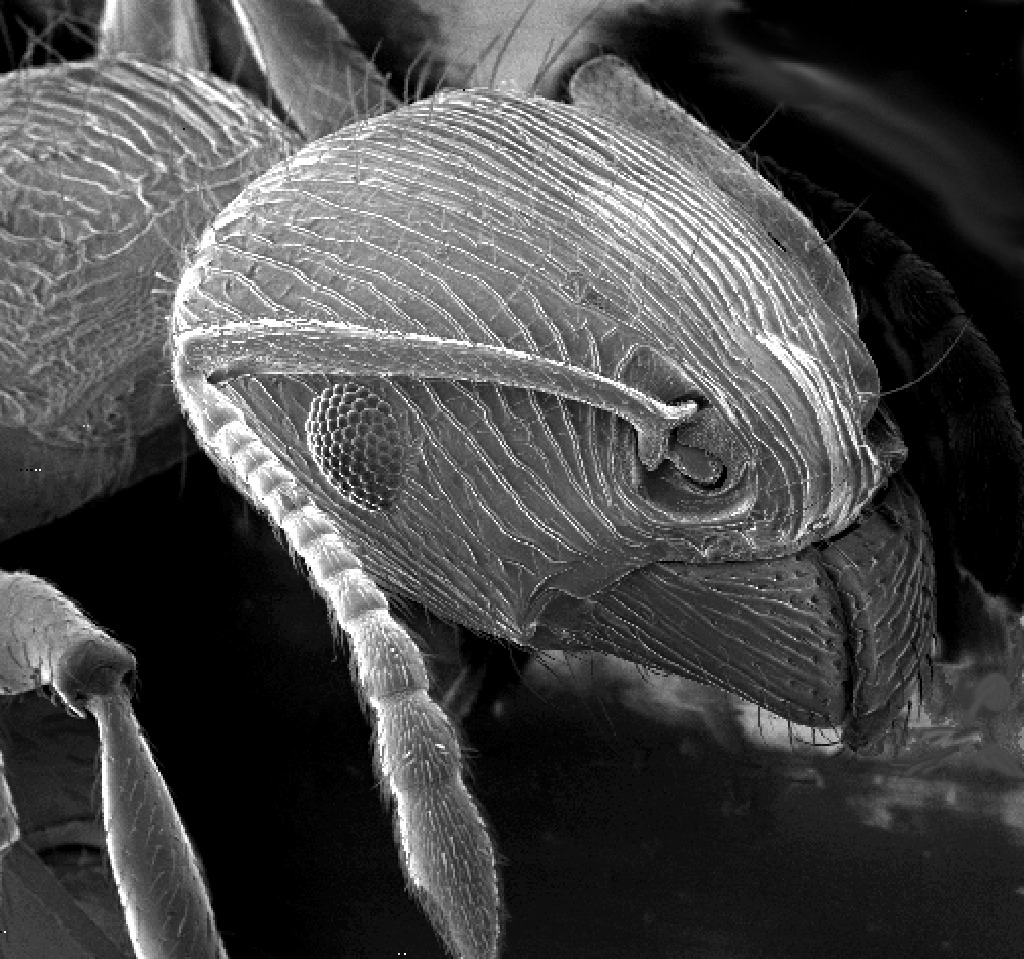
Głowa mrówki
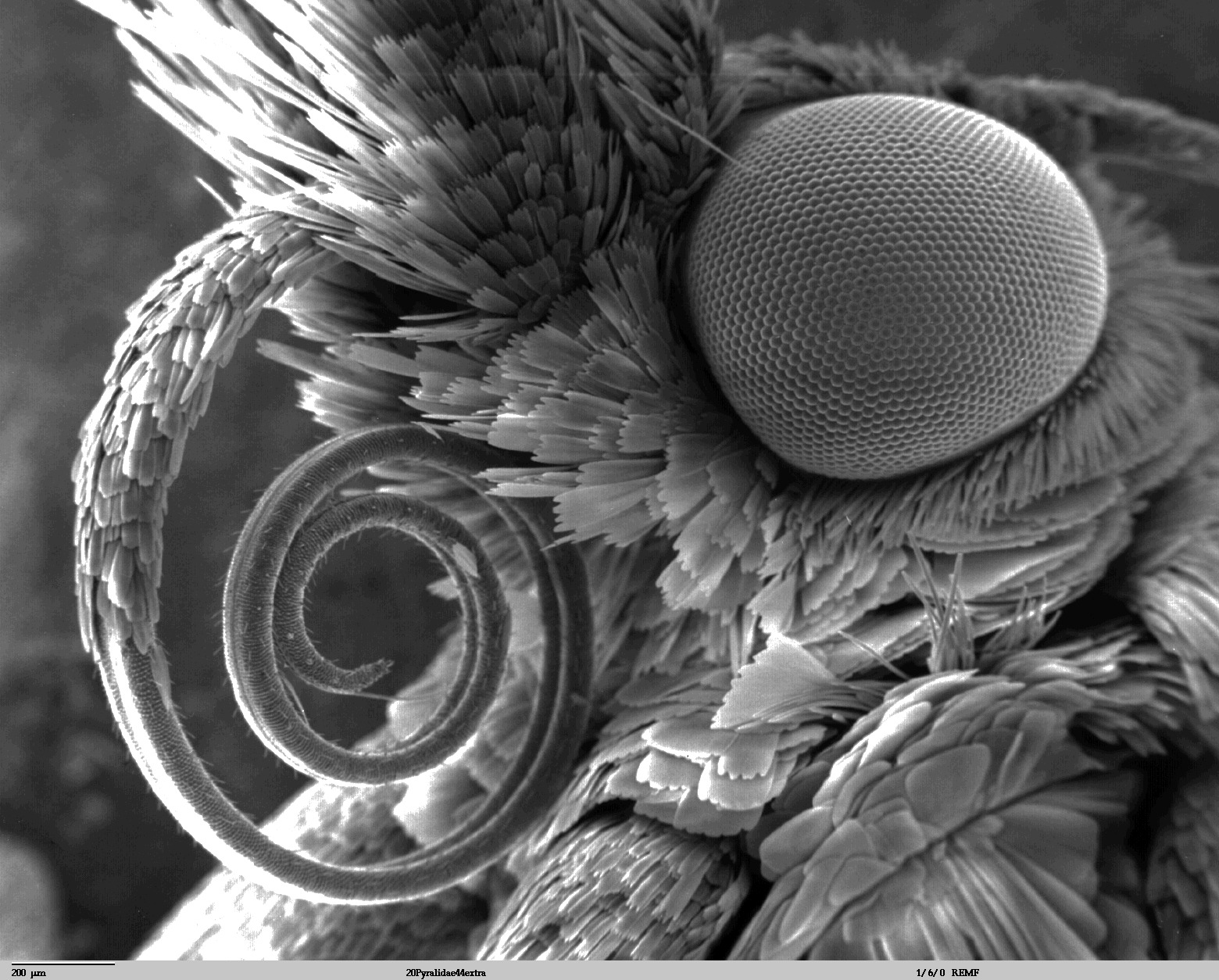
Głowa motyla

## Obrazowanie

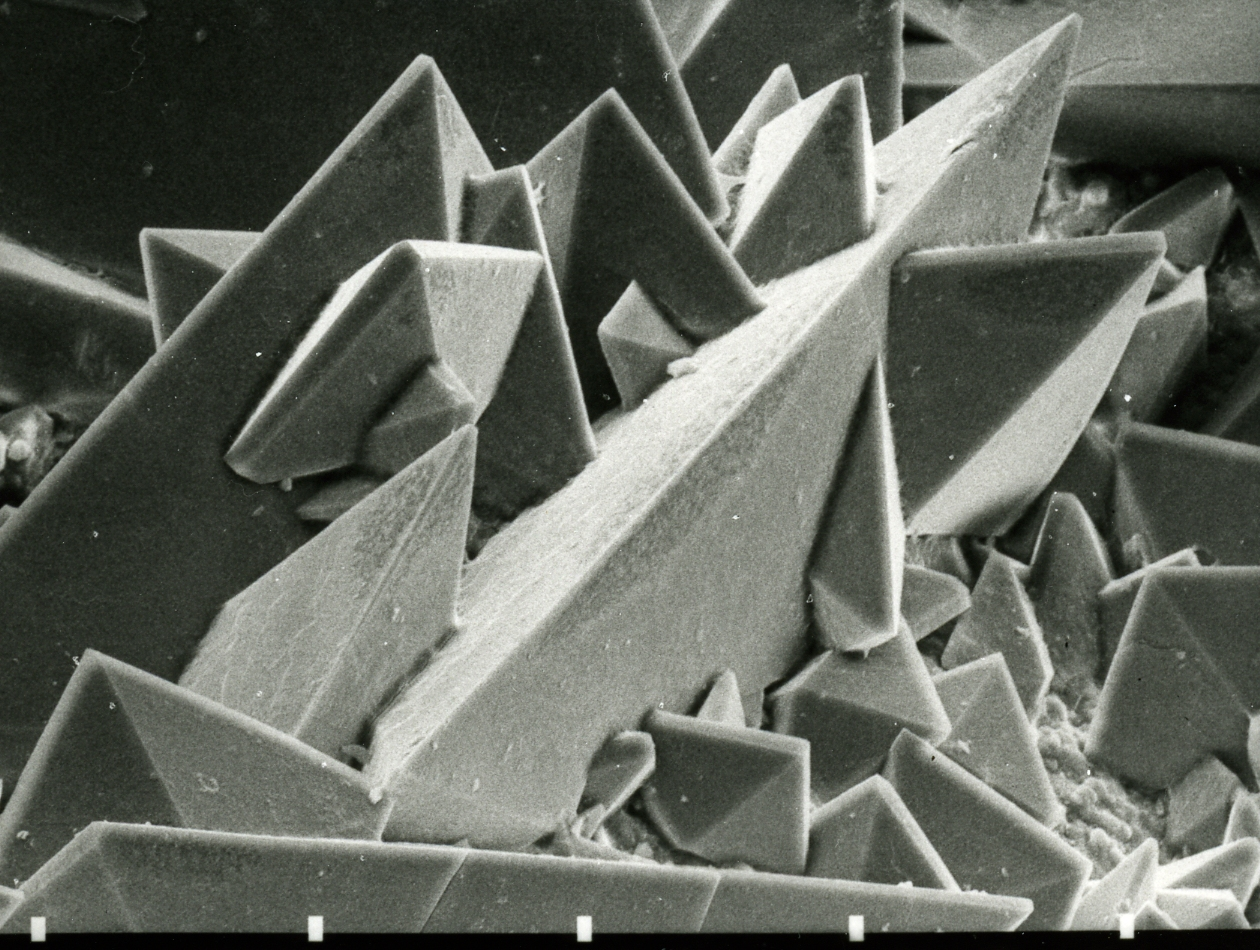
Rys. 11. Kryształy szczawianu wapnia. Widoczny jest kontrast cieniowania w postaci bardzo jasnej nierówności na środku fotografii oraz kontrast krawędziowy w postaci jasnych krawędzi poszczególnych kryształów

### Obserwacja w elektronach wtórnych SE
W wyniku oddziaływania wiązki pierwotnej z próbką emitowane jest szerokie spektrum elektronów wtórnych, które dają obraz o dużym stosunku sygnału do szumu. Detektor jest w stanie zebrać prawie wszystkie elektrony wtórne, dlatego uzyskane obrazy odwzorowują nierówności powierzchni. Obrazowanie SE charakteryzuje się bardzo dobrą rozdzielczością i głębią ostrości, jednak nie pozwala na określenie składu chemicznego próbki.

#### Kontrast cieniowania
Kontrast cieniowania pojawia się w wyniku różnicy intensywności emisji elektronów wtórnych z obszarów próbki leżących w linii widzenia detektora. Tego typu obszary są jaśniejsze od innych (rys. 11).

#### Kontrast krawędziowy
Kontrast krawędziowy pojawia się w wyniku różnicy intensywności emisji elektronów wtórnych na krawędziach próbki oraz wszelkich ostrych nierównościach powierzchni. Ogólnie, intensywność emisji elektronów SE rośnie ze wzrostem kąta pomiędzy wiązką pierwotną a normalną do powierzchni próbki. Krawędzie stają się jaśniejsze, dzięki czemu można skutecznie rozróżniać topografię powierzchni próbki, operując nachyleniem próbki (rys. 11).

### Obserwacje w elektronach wstecznie rozproszonych BSE
W wyniku oddziaływania wiązki pierwotnej z próbką emitowane jest spektrum elektronów wstecznie rozproszonych, które dają obraz o niskim stosunku sygnału do szumu. Stosunek rośnie wraz ze zwiększaniem się liczby atomowej pierwiastków zawartych w próbce. W wyniku tego obszary bogatsze w cięższe pierwiastki są jaśniejsze od obszarów z pierwiastkami lżejszymi. W takim przypadku mówi się o kontraście kompozycyjnym. W przypadku obrazowania BSE materiałów polikrystalicznych, dobrze wypolerowanych i niezdeformowanych, ujawnić się może dodatkowo kontrast kanałowania. W takim przypadku ziarna o orientacji krystalograficznej zupełnie innej od otoczenia będą dużo jaśniejsze lub dużo ciemniejsze (mimo że skład chemiczny jest taki sam jak otoczenia). Obrazowanie BSE charakteryzuje się dużo gorszą rozdzielczością i głębią ostrości, niż obrazowanie SE. Jest natomiast czułe na skład chemiczny próbki.

### Obserwacje dyfrakcji elektronów wstecznie rozproszonych EBSD

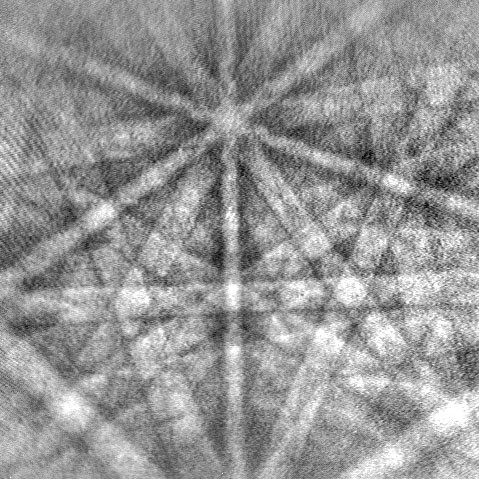
Rys. 12. Obraz dyfrakcyjny EBSD

Obserwację techniką EBSD prowadzi się, wykorzystując elektrony wstecznie rozproszone. Stacjonarna wiązka pierwotna pada na próbkę, a ulegające dyfrakcji elektrony tworzą obraz dyfrakcyjny na ekranie fluorescencyjnym, który jest pokryty luminoforem. Elektrony ulegające dyfrakcji tworzą pary mocno rozwartych stożków, które odpowiadają konkretnym płaszczyznom krystalograficznym. Na ekranie stożki te są odwzorowane w postaci tzw. linii Kikuchiego (rys. 12). Ocena ich położenia pozwala wyznaczyć orientację kryształu. Obserwację EBSD można prowadzić w trybie skanującej wiązki pierwotnej lub wykorzystując wiązkę stacjonarną i poruszając próbką. Istnieje możliwość wykonania map orientacji krystalograficznych. Obraz dyfrakcyjny wykorzystywany jest do określenia orientacji kryształów, dezorientacji ziaren, identyfikacji faz i określenia lokalnej doskonałości kryształu.

### Kontrast napięciowy
Kontrast napięciowy służy do obrazowania materiałów półprzewodnikowych. W tego typu materiałach gęstość elektronów wtórnych zależy od zmian pola elektrycznego, które pojawiają się na powierzchni próbki. Dodatni potencjał zmniejsza emisję elektronów SE, a ujemny ją wzmacnia. Na obrazie obszary dodatnio naładowane są ciemne, natomiast ujemnie naładowane są jasne.

### Kontrast prądu indukowanego wiązką elektronów EBIC
Kontrast prądu indukowanego wiązką elektronów EBIC (z ang. electron beam induced current) jest wywołany w wyniku wybicia elektronów walencyjnych badanej próbki na skutek oddziaływania z wiązką pierwotną. Istnieje prawdopodobieństwo, że wytworzone w ten sposób pary elektron-dziura ulegną rekombinacji i wytworzą foton (katodoluminescencja). Kontrast wykorzystywany jest do badania własności i obserwacji półprzewodników (głównie układów scalonych). Prąd tworzący się w wyniku katodoluminescencji pozwala tworzyć obraz i dostarcza informacji o przewodności, czasie życia i ruchliwości ładunku.

### Kontrast magnetyczny
Kontrast magnetyczny jest efektem działania zewnętrznego pola magnetycznego na powierzchni badanej próbki. Pole może odchylać emitowane elektrony wtórne i wstecznie rozproszone oraz obijać wiązkę pierwotną i zmieniać gęstość emisji. Kontrast wykorzystuje się do obrazowania struktur domen magnetycznych.

## Efekt matrycy
W przypadku dokonywania szacowania zawartości określonych pierwiastków w badanej próbce (np. za pomocą mikroanalizy rentgenowskiej), wykorzystuje się wartości uzyskane z próbki wzorcowej. Najczęściej są nią czyste pierwiastki. W typowych metodach analitycznych rzadko bada się czyste pierwiastki. Z tego powodu rozpoznawanie danych pierwiastków w próbkach na podstawie wartości wzorcowych jest obarczone błędem. W przypadku mikroanalizy rentgenowskiej wprowadzono poprawki uwzględniające istnienie efektów, które nie pojawiają się we wzorcach, a mają miejsce w próbkach. „Efektem matrycy” nazywa się trzy poprawki oznaczane literami Z, A i F. Przedstawiają one wpływ poszczególnych czynników na otrzymany wynik badania. Stężenie pierwiastka w badanej próbce z uwzględnieniem efektu matrycy wyznacza się zgodnie z wzorem:
{\displaystyle {\frac {c}{c_{w}}}=Z\cdot A\cdot F\cdot {\frac {I}{I_{w}}},}
gdzie:
{\displaystyle c} – stężenie pierwiastka w próbce,
{\displaystyle c_{w}} – stężenie pierwiastka we wzorcu,
{\displaystyle I} – intensywność linii spektralnej pierwiastka wyznaczonej dla próbki,
{\displaystyle I_{w}} – intensywność linii spektralnej pierwiastka wyznaczonej dla wzorca,
{\displaystyle Z} – poprawka na efekt różnicy liczb atomowych,
{\displaystyle A} – poprawka na absorpcję,
{\displaystyle F} – poprawka na fluorescencję.

### Poprawka na efekt różnicy liczb atomowych
Poprawka określa mechanizm rozpraszania wstecznego elektronów pierwotnych zależną od masy pierwiastków wchodzących w skład badanej próbki. Dla próbek masywniejszych obserwuje się intensywniejsze rozpraszanie wsteczne, związane z silniejszym polem elektrostatycznym jądra atomowego. Im więcej elektronów ulegnie temu zjawisku, tym mniej weźmie udział we wzbudzaniu charakterystycznego promieniowania rentgenowskiego.

### Poprawka na absorpcję
Charakterystyczne promieniowanie rentgenowskie jest emitowane z różnych głębokości próbki. Po drodze promieniowanie to ulega częściowej absorpcji, silnie zależnej od składu chemicznego. W efekcie matrycy jest to najsilniejsza, dominująca poprawka.

### Poprawka na fluorescencję
Zgodnie z regułą Laporte’a, przejścia fluorescencyjne występują tylko pomiędzy stanami o różnej parzystości pomiędzy stanem podstawowym a niżej położonym stanem wzbudzonym (ψn(-x) = ψn(x)). Foton unosi jednostkowy moment pędu ħ, który musi być dostarczony przez emitującą cząsteczkę. Fluorescencja objawia się generowaniem przez elektrony pierwotne promieniowania rentgenowskiego charakterystycznego dla cięższych pierwiastków, które powodują wzbudzenie pierwiastków lżejszych, a w konsekwencji emisję ich charakterystycznego promieniowania rentgenowskiego. Wzorzec będący czystym pierwiastkiem nie wykazuje efektu fluorescencyjnego.

## Modyfikacje

### ESEM

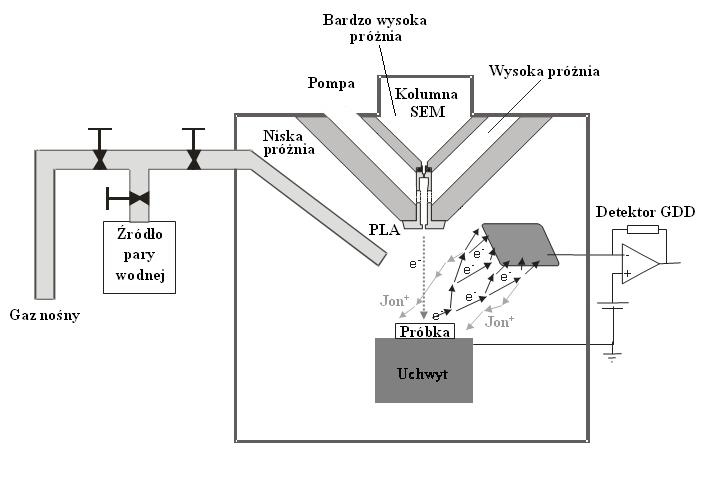
Rys. 13. Schemat ESEM

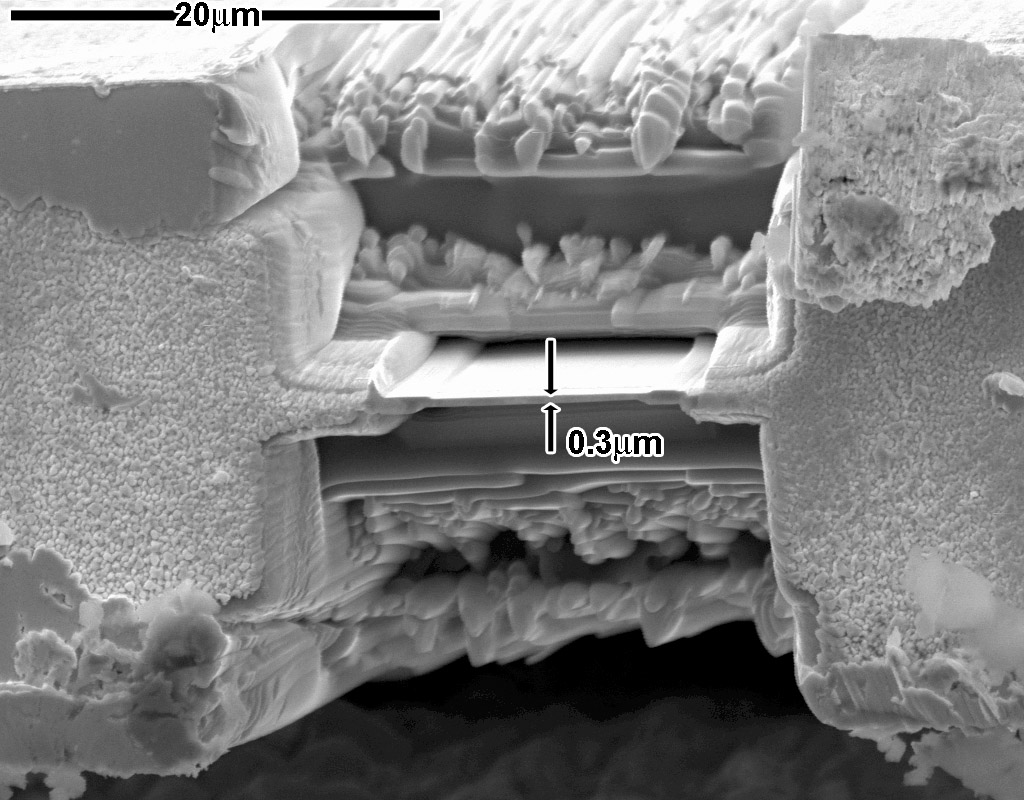
Rys. 14. Fotografia obrazu wyciętych próbek za pomocą działa jonowego w obrazowaniu SE

W 1980 roku został opublikowany projekt środowiskowej skaningowej mikroskopii elektronowej ESEM (z ang. environmental scanning electron microscopy) przez grecko-australijskiego fizyka Gerasimosa Danilatosa (ur. 1946). ESEM jest techniką obrazowania na tej samej zasadzie co standardowa skaningowa mikroskopia elektronowa, z tą różnicą, że zostały wprowadzone specjalne rozwiązania technologiczne umożliwiające obserwacje próbek w próżni niższej niż 10−4 Pa. W standardowej mikroskopii elektronowej istnienie płynów w komorze pomiarowej powoduje zakłócenie wiązki pierwotnej i w konsekwencji utratę rozdzielczości, a w skrajnych przypadkach uniemożliwia obserwację i dokonywanie analiz. Głównymi zmianami wprowadzonymi w stosunku do SEM było:
- zastosowanie nowej generacji detektorów GDD (z ang. gaseous detection device)
- zmiany w układzie pomp próżniowych
- wprowadzenie osłon, mających na celu wydłużenie „przebywania” wiązki elektronów w wysokiej próżni (najczęściej w postaci długich lejków z małym otworem na końcu)
- dodanie układu skraplającego wodę i wprowadzającego gaz do specjalnie wydzielonej komory
- wprowadzenie specjalnych przegród PLA (z ang. pressure-limiting aperture) celem kontroli wysokości próżni pomiędzy obszarami o zróżnicowanym ciśnieniu (rys. 13).

Ideą takiego rozwiązania było wzmocnienie sygnału i wyeliminowanie powierzchniowego ładowania się próbek nieprzewodzących. Cząstki gazu (najczęściej wody) ulegają jonizacji, co umożliwia swobodny przepływ prądu.
Pierwszy komercyjny ESEM, wyprodukowany przez ElectroScan Corporation, wszedł do sprzedaży w 1988 roku. Główne zastosowanie środowiskowej skaningowej mikroskopii elektronowej polega na umożliwieniu obserwacji próbek nieprzewodzących i materiałów biologicznych, bez potrzeby wykonywania skomplikowanej preparatyki (np. napylania). Metoda ta umożliwia też obserwacje reakcji in situ. Wadą jest pogorszenie rozdzielczości. Komercyjnie ESEM znane jest pod różnymi nazwami handlowymi:
- Natural SEM – Hitachi[36],
- Wet-SEM – ISI[37],
- Bio-SEM – AMRAY[38],
- Variable-pressure SEM (VP-SEM) – LEO/Zeiss-SMT[38],
- Low-vacuum SEM (LVSEM) – JEOL.

### FIB
Urządzenie FIB (z ang. focused ion beam) jest stosowane głównie w przemyśle półprzewodników, inżynierii materiałowej i biologii. FIB jest instrumentem naukowym, który ma kilka cech wspólnych ze skaningowym mikroskopem elektronowym. SEM wykorzystuje tylko skupioną wiązkę elektronów do obrazowania próbki w komorze. W technice FIB wykorzystuje się przede wszystkim skupioną wiązkę jonów. Obrazowanie podczas wykonywania operacji działem jonowym dokonuje się przez zbieranie elektronów wtórnych (rys. 14).

## Obrazowanie 3D

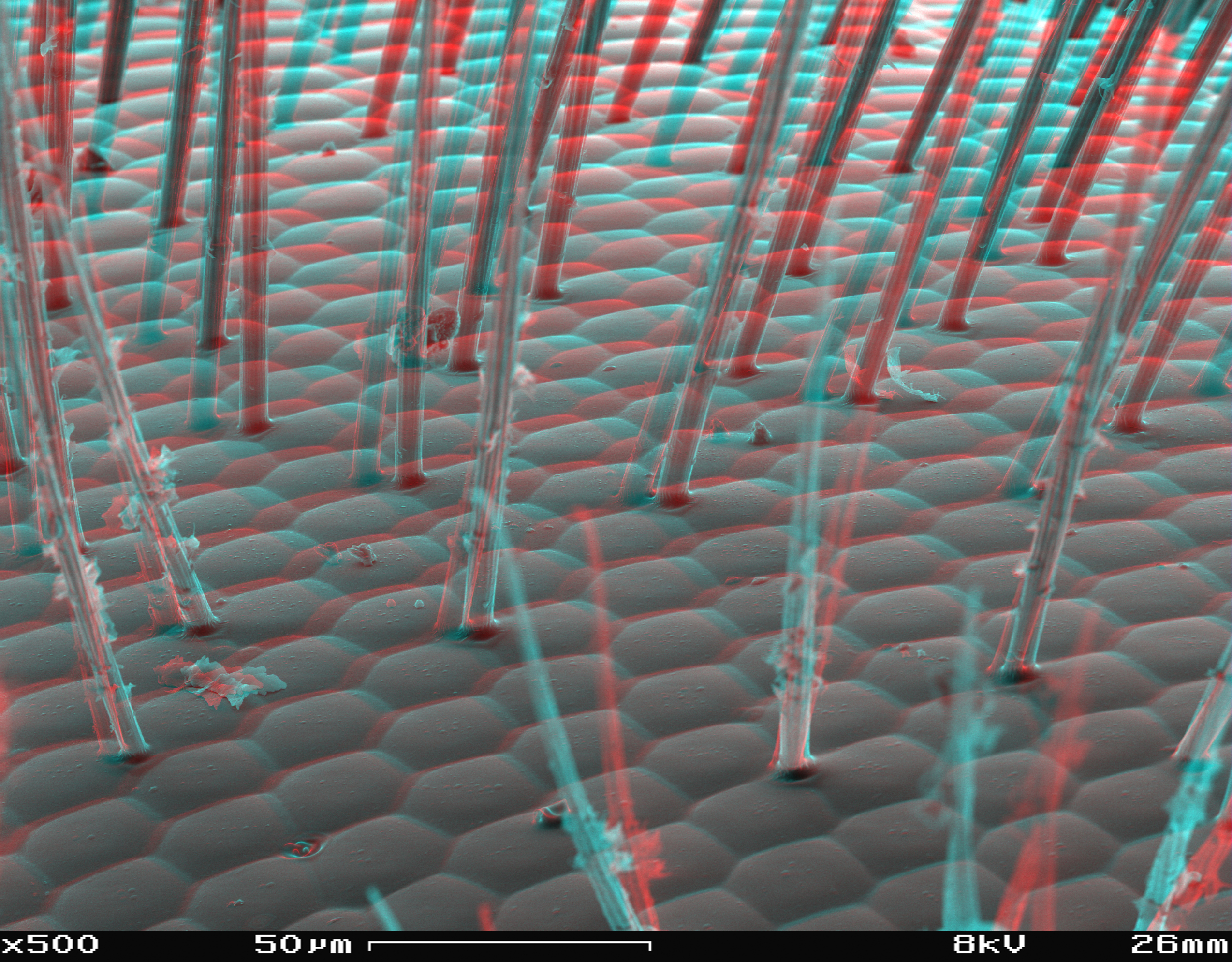
Rys. 15. Oko pszczoły obrazowane trójwymiarowo

Uzyskanie obrazu trójwymiarowego skaningową mikroskopią elektronową jest możliwe poprzez zastosowanie:
- fotogrametrii (kilka zdjęć SE nachylonej próbki; rys. 15),
- złudzenie fotometryczne (kilka zdjęć w obrazowaniu BSE),
- odwrotna rekonstrukcja przy użyciu interaktywnych modeli.

Technika pozwala na oszacowanie wielkości chropowatości, wymiarów fraktalnych i korozji.
Do metod tomograficznych w SEM pozwalających na zrekonstruowanie obrazu 3D należą:
- FIB-SEM-tomo (ang. focused ion beam - scanning elektron microscopy - tomography)  W tej technice tomografii FIB próbka jest sekwencyjnie mielona za pomocą wiązki jonów prostopadłej do próbki, podczas obrazowania nowo naświetlonej powierzchni za pomocą wiązki elektronów.  Proces jest destrukcyjny, ponieważ próbka jest kolejno mielona po pobraniu każdego obrazu. Zebrana seria obrazów jest następnie rekonstruowana do objętości 3D poprzez rejestrację stosu obrazów i usunięcie artefaktów.
- SBF-SEM-tomo (ang. serial block face -scanning elektron microscopy - tomography)  Szeregowy skaningowy mikroskop elektronowy typu block-face składa się z ultramikrotomu zamontowanego w komorze próżniowej skaningowego mikroskopu elektronowego.  Po obrazowaniu ultramikrotom jest używany do odcięcia cienkiego skrawka od powierzchni bloku. Po przecięciu sekcji blok próbki jest podnoszony z powrotem do płaszczyzny ogniskowej i ponownie obrazowany. Ta sekwencja obrazowania próbki, wycinania sekcji i podnoszenia bloków pozwala uzyskać wiele tysięcy obrazów w idealnym wyrównaniu w sposób zautomatyzowany. Dużą wadą tej metody jest to że jest ona destrukcyjna i w mikroskopie zostaje wiele skrawków próbki.
- Serial-section (array) tomography   W seryjnej mikroskopii elektronowej obrazowane są cienkie skrawki po kolei. Dużą zaletą tej metody jest fakt iż materiał nie jest niszczony w kolumnie mikroskopu, przygotowane próbki można umieszczać w mikroskopie kilkukrotnie.

## Zastosowanie
- inżynieria materiałowa i metalurgia:
  - badania fraktograficzne
  - badania zużycia trybologicznego
  - diagnozowanie zniszczeń korozyjnych[43]
  - badanie i analizowanie powierzchni i obszarów przypowierzchniowych materiałów
  - analiza składu chemicznego materiałów
  - analizowanie orientacji krystalograficznych
  - określanie własności magnetycznych i elektrycznych materiałów
  - kontrola jakości materiałów[17][22].

- biologia i medycyna:
  - określanie struktur i procesów wewnątrzkomórkowych
  - odnajdywanie i rozpoznawanie substancji chemicznych
  - badania zoologiczne
  - kontrola jakości procedur medycznych
  - charakterystyka defektów[44][45].

- technika śledcza[45]